# Ееро Маркканен
Еро Пекка Сакарі Маркканен (фін. Eero Pekka Sakari Markkanen; нар. 3 липня 1991, Ювяскюля, Фінляндія) — фінський футболіст, нападник клубу АІК і національної збірної Фінляндії.

## Клубна кар'єра
Ееро є вихованцем команди «Ювяскюля», в якій грав з восьми років. Після випуску з академії і двох років виступів у скромних фінських клубах нижчих дивізіонів Маркканен повернувся в рідний клуб. 15 липня 2013 року він дебютував у Вейккаусліз у матчі з «Інтером». У своєму дебютному сезоні Ееро забив сім голів у чотирнадцяти матчах. У першу половину наступного сезону форвард продовжив відрізнятися непоганою результативністю, забивши у восьми матчах чотири м'ячі. Це стало приводом для оренди у найсильніший клуб країни — ГІК. Але там Ееро занадто мало з'являвся на полі і зумів забити лише один гол.
У грудні 2013 року відбувся його перехід у шведський АІК. За півроку в цьому клубі Ееро забив шість м'ячів і привернув до себе увагу другої команди мадридського «Реала». Трансфер в «Кастілью» стався влітку 2014 року. За мадридський клуб дебютував 24 серпня 2014 року в матчі проти «Атлетіко Мадрид Б» (2:1), а перший гол забив шість днів по тому, в грі з «Хетафе Б» (1:2). У серпні 2015 року він залишив клуб. 
У вересні 2015 року підписав контракт терміном до кінця сезону з РоПСом. За клуб з Лапландії дебютував 10 вересня 2015 року в матчі проти «Яро» (0:0), а забив перший гол за 10 днів по тому, в поєдинку з ГІКом (Гельсінкі) (2:0). 
У листопаді 2015 року підписав трирічний контракт з АІКом.

### Статистика виступів у національних першостях
Станом на 23 травня 2016 року
| Сезон   | Клуб                  | Ліга           | Ігри (голи) |
| ------- | --------------------- | -------------- | ----------- |
| 2010    | «ЮІК»                 | Вейккаусліга   | 0 (0)       |
| 2010    | «Блекберд»            | Какконен (III) | 3 (3)       |
| 2011    | ВіПа                  | Нелонен        | 14 (9)      |
| 2011    | «Ямсянкоскен Ільвага» | Колмонен       | 2 (1)       |
| 2012    | «ВІК»                 | Какконен (III) | 12 (9)      |
| 2012    | «ЮІК»                 | Вейккаусліга   | 14 (7)      |
| 2013    | «ЮІК»                 | Вейккаусліга   | 8 (4)       |
| 2013    | «ГІК»                 | Вейккаусліга   | 6 (1)       |
| 2014    | «АІК»                 | Аллсвенскан    | 14 (6)      |
| 2014/15 | «Реал Кастілья»       | Сегунда Б      | 10 (2)      |
| 2015    | «РоПС»                | Вейккаусліга   | 6 (1)       |
| 2016    | «АІК»                 | Аллсвенскан    | 6 (0)       |

## Кар'єра в збірній
29 травня 2014 року Ееро провів свій перший матч за національну збірну Фінляндії, суперник — збірна Литви.

### Матчі за збірну
| Матчі Маркканена за збірну Фінляндії | Матчі Маркканена за збірну Фінляндії | Матчі Маркканена за збірну Фінляндії | Матчі Маркканена за збірну Фінляндії | Матчі Маркканена за збірну Фінляндії | Матчі Маркканена за збірну Фінляндії | Матчі Маркканена за збірну Фінляндії |
| ------------------------------------ | ------------------------------------ | ------------------------------------ | ------------------------------------ | ------------------------------------ | ------------------------------------ | ------------------------------------ |
| №                                    | Дата                                 | Опонент                              | Рахунок                              | Голи Маркканена                      | Турнір                               |                                      |
| 1                                    | 29 травня 2014                       | Литва                                | 0-1                                  | 0                                    | Балтійський кубок                    |                                      |
| 2                                    | 7 вересня 2014                       | Фарерські острови                    | 1-3                                  | 0                                    | Кваліфікація Євро-2016               |                                      |
| 3                                    | 14 жовтня 2014                       | Румунія                              | 0-2                                  | 0                                    | Кваліфікація Євро-2016               |                                      |
| 4                                    | 14 листопада 2014                    | Угорщина                             | 1-0                                  | 0                                    | Кваліфікація Євро-2016               |                                      |
| 5                                    | 9 червня 2015                        | Естонія                              | 0-2                                  | 0                                    | Товариський матч                     |                                      |

## Досягнення
- Чемпіон Фінляндії (1): 2013
- Володар Кубка Індонезії (1): 2018-19
- Переможець Чемпіонату USL (1): 2021

## Особисте життя
Батьком Ееро, Пекка Маркканен — колишній баскетболіст, а мати — Рікка, теж баскетболістка. У нього два брата, Мікка і Лаурі, які теж займаються баскетболом.